# 1940 a jogalkotásban
1940-ben az alábbi jogszabályokat alkották meg:

## Törvények
- 1940. évi I. törvénycikk: A Budapesten, 1938. évi november hó 15. napján kelt magyar-japán barátsági és szellemi együttműködési egyezmény becikkelyezéséről

- 1940. évi II. törvénycikk: Vitéz Nagybányai Horthy Miklós Úr húszesztendei országlásának megörökítéséről

- 1940. évi III. törvénycikk: A filmügyekre vonatkozó kérdések szabályozása tárgyában Budapesten 1938. évi január hó 28. napján kelt magyar–német egyezmény becikkelyezéséről

- 1940. évi IV. törvénycikk: A kishaszonbérletek alakításának, kisbirtokok és házhelyek szerzésének előmozdításáról s más földbirtokpolitikai rendelkezésekről

- 1940. évi V. törvénycikk: Az egyenesadók tekintetében a kettős adóztatások elhárítása tárgyában Hágában, 1938. évi november hó 15. napján kelt magyar-holland egyezmény becikkelyezéséről

- 1940. évi VI. törvénycikk: A gümőkór és a nemibetegségek elleni védekezésről, valamint a közegészségügyi törvények egyes rendelkezéseinek módosításáról

- 1940. évi VII. törvénycikk: A társulati adóról, a tantiemadóról és a társulati vagyonadóról

- 1940. évi VIII. törvénycikk: A honvédség katonai bűnvádi perrendtartásáról szóló 1912. évi XXXIII. törvénycikk 67. §-ának helyébe lépő rendelkezésekről

- 1940. évi IX. törvénycikk: A m. kir. honvédség felső vezetésének átszervezése következtében szükséges rendelkezésekről

- 1940. évi X. törvénycikk: A magyar kir. külképviseleti hatóságok okiratkiállítási és okirathitelesítési hatáskörével kapcsolatos egyes kérdésekről

- 1940. évi XI. törvénycikk: A felvidéki és kárpátaljai területek visszacsatolásával kapcsolatos nemzetközi vonatkozású kérdések szabályozásáról

- 1940. évi XII. törvénycikk: A biztosítási magánintézmények állami felügyelete, valamint a felügyeletet ellátó biztosításügyi közigazgatás egyes kérdéseinek szabályozásáról

- 1940. évi XIII. törvénycikk: A törvényhatósági állattenyésztési alapokról

- 1940. évi XIV. törvénycikk: A könyveknek, zeneműveknek és térképeknek árleszállítás hirdetésével való árusításáról

- 1940. évi XV. törvénycikk: A legkisebb gazdasági munkabérek megállapításáról

- 1940. évi XVI. törvénycikk: Egyes igazságügyi szervezeti rendelkezésekről

- 1940. évi XVII. törvénycikk: A gazdasági és hitelélet rendjének, továbbá az államháztartás egyensúlyának biztosításáról alkotott 1931. évi XXVI. törvénycikkben a minisztériumnak adott és utóbb kiterjesztett felhatalmazás további meghosszabbításáról

- 1940. évi XVIII. törvénycikk: A magyar állam biztonságát és nemzetközi érdekét veszélyeztető egyes cselekmények büntetéséről

- 1940. évi XIX. törvénycikk: Művészeti kamarák felállításáról és szervezetük megállapításáról

- 1940. évi XX. törvénycikk: Az iskolai kötelezettségről és a nyolcosztályos népiskoláról

- 1940. évi XXI. törvénycikk: A Gozsdu-alapítványt érdeklő ügyek végleges rendezése tárgyában Bukarestben, 1937. évi október hó 27. napján kelt magyar-román megállapodás becikkelyezéséről

- 1940. évi XXII. törvénycikk: Az egyenesadókra vonatkozó egyes törvényes rendelkezések módosításáról és kiegészítéséről

- 1940. évi XXIII. törvénycikk: Az Országos Nép- és Családvédelmi Alapról

- 1940. évi XXIV. törvénycikk: A polgári és kereskedelmi ügyekben nyujtandó kölcsönös jogsegély tárgyában Ankarában, 1938. évi június hó 18.-án kelt magyar-török egyezmény becikkelyezéséről

- 1940. évi XXV. törvénycikk: Az Ankarában, 1938. évi július hó 18. napján kelt magyar-török konzuli egyezmény becikkelyezéséről

- 1940. évi XXVI. törvénycikk: A román uralom alól felszabadult keleti és erdélyi országrésznek a Magyar Szent Koronához visszacsatolásáról és az országgal egyesítéséről

- 1940. évi XXVII. törvénycikk: A keresztény vallásfelekezetek egyháznagyjainak és képviselőinek felsőházi tagságáról

- 1940. évi XXVIII. törvénycikk: A Magyar Királyi Ferenc József Tudományegyetem újjászervezéséről és a Magyar Királyi Horthy Miklós Tudományegyetem felállításáról

- 1940. évi XXIX. törvénycikk: A szarvasmarhák törzskönyvelésének egységessé tétele tárgyában Rómában 1936. évi október hó 14. napján kelt nemzetközi egyezmény becikkelyezéséről

- 1940. évi XXX. törvénycikk: Az 1941. évi népszámlálásról

- 1940. évi XXXI. törvénycikk: A törvényhatósági bizottsági tagsági jogról

- 1940. évi XXXII. törvénycikk: Az Ankarában, 1938. évi november hó 2-án kelt magyar-iraki barátsági szerződés becikkelyezéséről

- 1940. évi XXXIII. törvénycikk: A Yeniköyben, 1934. évi augusztus hó 25-én kelt magyar-afgán barátsági szerződés becikkelyezéséről

- 1940. évi XXXIV. törvénycikk: A szellemi és kulturális együttműködés tárgyában Budapesten, 1940. évi március hó 13. napján kelt magyar–német pótegyezmény becikkelyezéséről

- 1940. évi XXXV. törvénycikk: Az 1941. évi állami költségvetésről az 1940. évi augusztus hó 30-a előtti államterületre

- 1940. évi XXXVI. törvénycikk: Egyes igazságügyi szervezeti és eljárási kérdések szabályozása tárgyában

- 1940. évi XXXVII. törvénycikk: A büntető ítélethez fűződő hátrányos jogkövetkezmények korlátozásáról és megszüntetéséről

- 1940. évi XXXVIII. törvénycikk: Az egyes külállamokkal való kereskedelmi és forgalmi viszonyaink rendezéséről

- 1940. évi XXXIX. törvénycikk: Az egyetemi és főiskolai hallgatók felvételének szabályozásáról